# Eloise Gerry
Eloise Gerry, född 12 januari 1885 i Boston, Massachusetts, död 1970, var en forskare vars arbete under det tidiga 1900-talet var betydande för forskning kring sydliga tallarter och terpentinproduktion. Gerry var den första kvinnan som blev anställd på U.S. Forest Service på Forest Products Laboratory, och var en av de första kvinnorna i USA att specialisera sig inom forskningsområdet skogsprodukter.

## Biografi

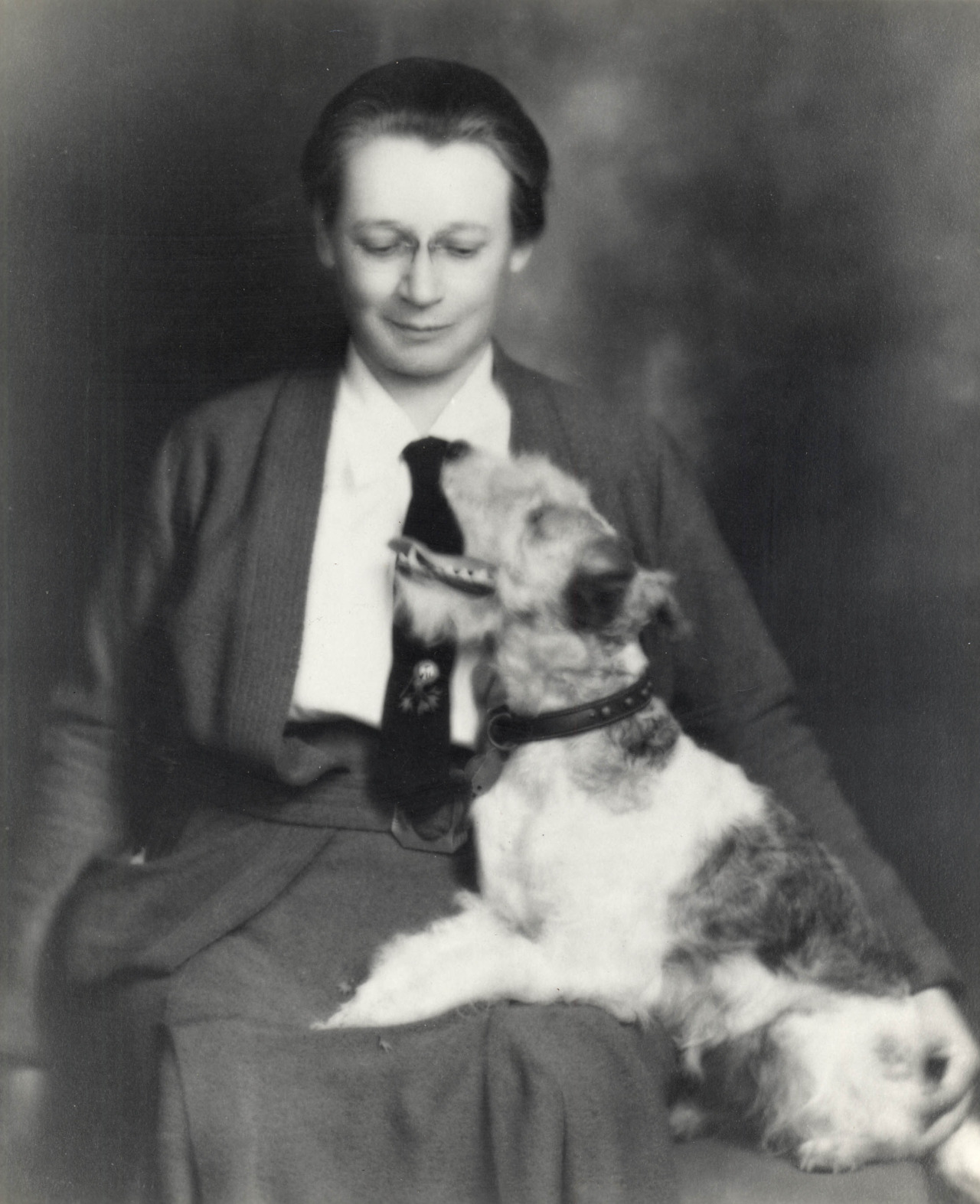
Eloise B. Gerry med sin hund

Eloise Gerry tog både en kandidat- och masterexamen vid Harvard Universitys Radcliffe College, där hon specialiserade sig på anatomin hos ved och träd samt deras fysiologi. Hon anställdes som forskare av U.S. Forest Service år 1910. Den 28 april 1914 talade hon inför medlemmarna vid Northern Hemlock and Hardwood Manufacturers Association, på Forest products laboratory. Hennes tal titulerades som "The Structure of Wood and Some of its Properties and Uses".  Under tiden hon arbetade hos det nya Forest Products Laboratory (FPL) i Madison, Wisconsin, gick hon även vidare med att ta sin doktorsexamen vid universitetet University of Wisconsin år 1921. Hennes avhandling, som baserades på hennes forskning vid FPL, titulerades "Oleoresin Production: A Microscopic Study of the Effects Produced on Woody tissues of Southern Pines by Different Methods of Turpentining."
Gerrys forkning inom området sydliga tallarter och terpentinframställning blev hennes mest inflytelserika bidrag. Under tiden hon arbetade i Mississippi, gjorde hon även banbrytande upptäckter med hjälp av mikroskopiska studier av kådproducerande tallar, och utvecklade framgångsrika metoder för att öka avkastningen samt även öka den producerande livslängden hos träd. Hon arbetade mot att ta fram bra arbetsmetodik och uttryckte att  "The microscope reveals many secrets concerning the activities of the tree in producing turpentine and gives these results more quickly than experimental methods alone". "Mikroskopet avslöjar många hemligheter som berör aktiviteten hos träd som producerar terpentin och genererar dessa resultat snabbare än endast experimentella metoder". Baserat på hennes fältstudier, kunde Gerry utveckla ett program för "More turpentine, less scar, better pine" ("Mer terpentin, mindre skador, bättre tall") som många senare ansåg var räddningen för en industri med många svårigheter.
Under andra världskriget, publicerade Gerry under krigstiden flera artiklar om defekter hos virke som användes för flygsimulatorer och glidflygplan. Efter kriget arbetade hon inom forskningsområdet för utländska skogar under följande 44 år hos U.S. Forest Service. Gerry gick i pension år 1954 och avled år 1970 vid 85 års ålder.